# Colopisthus canna
Colopisthus canna es una especie de crustáceo isópodo marino intermareal de la familia Cirolanidae.

## Distribución geográfica
Es endémica de las islas de Barlovento (islas de Cabo Verde).

## Tipos
- Colopisthus canna
- Colopisthus cavalier
- Colopisthus parvus
- Colopisthus ronrico